# Tai Woffinden

Tai Woffinden, född 10 augusti 1990, i Scunthorpe i England, är en brittisk speedwayförare. Han blev världsmästare i speedway säsongerna 2013, 2015 och 2018.

## Klubbkarriär (översikt)

### Polen
- 2008–10 – Włókniarz Częstochowa
- 2011–12 – Start Gniezno
- 2013– – Sparta Wrocław

### Storbritannien
- 2006–07 – Scunthorpe Scorpions
- 2007–08 – Rye House Rockets
- 2007 – Poole Pirates
- 2009– – Wolverhampton Wolves

### Sverige
Tai Woffinden har kört på klubbnivå i Sverige sedan 2008. Första året körde han i Allsvenskan, medan han därefter varit medlem i Elitserielag. Året 2013 körde han inte i det svenska seriesystemet.
- 2008 – Vargarna (Norrköping) (Allsvenskan)
- 2009 – Vargarna
- 2010 – Vargarna
- 2011 – Vargarna
- 2012 – Dackarna (Målilla)
- 2013 – (körde inte i Sverige)
- 2014 – 2016 Elit Vetlanda
- 2017 – Masarna
- 2018 – Masarna
- 2018 – 2019 Indianerna (Kumla)
- 2020 (körde inte i Sverige)

- 2021 - Dackarna

- 2022 - (körde inte i Sverige)

- 2023 Västervik

- 2024 Västervik